# Eigentliche Doppelschleichen
Die Eigentlichen Doppelschleichen (Amphisbaenidae) sind eine Familie der Schuppenkriechtiere (Squamata). Es sind beinlose Echsen, die in Afrika südlich der Sahara und in Mittel- und Südamerika vorkommen.

## Merkmale
Eigentliche Doppelschleichen werden zehn bis 70 Zentimeter lang. Ihre Schulter- und Beckengürtel sind reduziert oder völlig verschwunden. Sie sind stark an eine grabende Lebensweise angepasst, haben einen stark verknöcherten Schädel und einen kurzen Schwanz. Im Unterschied zu Schlangen und anderen beinlosen Echsen, deren linker Lungenflügel kleiner ist, ist es bei den Eigentlichen Doppelschleichen und allen anderen Doppelschleichen der rechte.
Köpfe und Schnauzen der Eigentlichen Doppelschleichen sind an die Art und Weise ihres Grabens angepasst. Die stumpfköpfigen Gattungen Amphisbaena und Zygaspis stoßen ihre Köpfe lediglich nach vorn. Leposternon und Monopeltis-Arten haben eine spatenförmige Schnauze und schaufeln die Erde von unten nach oben. Anops und Ancylocranium-Arten haben einen keilförmigen, seitlich abgeflachten Kopf, den sie beim Graben von links nach rechts schwenken.

## Fortpflanzung
Die meisten Eigentlichen Doppelschleichen sind ovipar (legen Eier), einige Arten aus den Gattungen Loveridgea und Monopeltis sind lebendgebärend.

## Gattungen und ausgewählte Arten
Es gibt etwa 175 Arten in 12 Gattungen.
- Amphisbaena Linnaeus, 1758 inkl. Anops, Aulura, Bronia & Cercolophia
  - Rote Doppelschleiche (Amphisbaena alba)
  - Amphisbaena caiari
  - Gefleckte Doppelschleiche (Amphisbaena fuliginosa)
- Ancylocranium Scortecci, 1930
- Baikia Gray, 1865
- Chirindia Boulenger, 1907
- Cynisca Duméril & Bibron, 1839
- Dalophia Gray, 1865
- Geocalamus Günther, 1880
- Leposternon Wagler, 1824
- Loveridgea Tornier, 1899
- Mesobaena Mertens, 1925
- Monopeltis Smith, 1848
- Zygaspis Peters, 1854

Die bisher zu den Amphisbaenidae gezählten Gattungen Blanus und Cadea werden heute in eigene Familien gestellt.